# 월 스트리트 (1987년 영화)
《월 스트리트》(영어: Wall Street)는 미국에서 제작된 올리버 스톤 감독의 1987년 범죄 드라마 영화이다. 마이클 더글러스, 찰리 신, 대릴 해나, 마틴 신 등이 출연하였고, 에드워드 R. 프레스먼 등이 제작에 참여하였다.
영화는 평단으로부터 대체로 좋은 평을 받았다. 1988년 제60회 아카데미상과 제45회 골든 글로브상에서 마이클 더글러스가 남우 주연상을 수상하였다.
2010년 속편 《월 스트리트: 머니 네버 슬립스》가 개봉하였다.

## 줄거리
1985년 뉴욕 잭슨 스타이넘의 신참 주식 중개인 버드 폭스는 월가의 전설인 고든 게코의 생일에 그를 찾아가고, 특별한 인상을 남기려다가 아버지 칼이 정비 직원 노조 대표로 있는 블루스타 항공의 내부자 정보를 주게 된다. 게코는 블루스타 주식을 주문하고 버드의 고객이 된다.
게코는 버드에게 자본금 일부를 운용하게 맡기지만, 버드가 정직한 조사를 바탕으로 택한 주식에서 돈을 잃는다. 게코는 한 번 더 기회를 주며 영국 투자가 로런스 와일드먼을 염탐하라고 지시한다. 와일드먼이 애너콧 스틸에 입찰할 것으로 보이자 게코는 애너콧 주식을 대량으로 사들인다. 와일드먼은 애너콧 인수를 위해 반강제로 게코에게서 높은 가격에 주식을 매수한다.
버드는 맨해튼 펜트하우스 등 게코가 주는 특전을 누리고 큰 액수의 수수료를 유치한 결과 승진과 함께 전망 좋은 사무실을 배정받는다. 버드는 계속 내부자 정보를 이용하고 친구들을 대리 구매자로 활용해 본인과 게코 앞으로 큰 돈을 모은다. 한편 증권 거래 위원회(SEC)는 버드의 거래를 주시한다.
버드는 블루스타를 사고 자신을 회장으로 두면서 노조의 양보로 절약된 돈과 재정이 과잉 조달돼 있는 연금을 사용해 사업체를 확장하도록 게코를 설득한다. 버드는 비록 칼의 지지는 얻지 못하지만 노조가 계약 성사를 밀어붙이게 한다. 그러나 게코는 블루스타의 연금 계획에 속한 현금에 손을 대기 위해 블루스타를 해체하고 자산을 매각해 칼을 비롯한 직원 전원을 무직자로 만들 생각을 드러낸다. 버드는 죄책감, 그리고 게코의 기만을 향한 분노로 괴로워하며 게코의 계획을 방해하기로 결심한다.
버드와 노조 위원장들은 몰래 와일드먼과 만나 회사를 살린다는 조건 하에서 그가 현격히 할인된 가격으로 블루스타의 주식과 지배 지분을 사게 한다. 이어 게코의 인수 소식을 유출해 주식 가격을 급등시키고, 게코는 지배 지분 확보를 위해 폭등한 가격에 주식을 사들이게 된다. 노조가 더는 협조하지 않자 게코의 경영권 인수 전망이 흐릿해지고 주식 가격이 곤두박질친다. 게코는 주식을 처분하면서 상당한 손해를 본다. 그러나 승리의 기쁨도 잠시, 버드는 내부자 거래 혐의로 SEC에 체포된다.
후에 게코는 센트럴 파크에서 버드를 만나 두 사람이 함께 한 불법 거래들을 언급하며 버드를 배은망덕하다고 비난한다. 사실 버드는 도청 장치를 차고 있었던 것으로 드러나고, 이로서 버드가 정부에 협조하면서 형량 거래를 했음이 암시된다. 버드의 부모님은 FDR 드라이브를 따라 뉴욕군 법원에 버드를 데려다 주면서 정부에 협조하고 위법으로 얻은 소득을 반납한 버드에게 잘했다고 하면서 수감 생활이 끝나면 와일드먼의 제안대로 블루스타에서 일하라고 격려한다.

## 출연진
- 마이클 더글러스 - 고든 게코 역
- 찰리 신 - 버드 폭스 역
- 대릴 해나 - 대리엔 테일러 역
- 마틴 신 - 칼 폭스 역
- 존 C. 맥긴리 - 마빈 역
- 테런스 스탬프 - 래리 와일드먼 경 역
- 제임스 캐런 - 해리 린치 역
- 핼 홀브룩 - 루 맨하임 역
- 숀 영 - 케이트 게코 역
- 제임스 스페이더 - 로저 반스 역
- 솔 루비넥 - 해럴드 솔트 역
- 프랭클린 코버 - 댄 역
- 실비아 마일스 - 덜로리스 역: 부동산업자.
- 밀리 퍼킨스 - 폭스 부인 역
- 조시 모스텔 - 올리 역
- 폴 길포일 - 스톤 리빙스톤 역

## 기타 제작진
- 공동 제작: A. 키트먼 호
- 배역: 리사 브라몽 가르시아, 빌리 홉킨스
- 미술: 스티븐 헨드릭슨
- 의상: 엘런 미로지닉